# Cainiao
Cainiao Smart Logistics Network Limited (菜鸟网络科技有限公司) — китайская логистическая компания. Основана в 2013 году как совместное предприятие девяти компаний, в том числе интернет-гиганта Alibaba Group. Название «Cainiao» (Цайняо) переводится как «Зелёная птица» или «Новичок». Штаб-квартира расположена в Ханчжоу (провинция Чжэцзян). Председателем правления Cainiao является основатель Alibaba Group, миллиардер Джек Ма.  
Cainiao специализируется на круглосуточной доставке клиентам заказанных товаров с помощью доставки на дом или самовывоза. Cainiao в тесном сотрудничестве с AliExpress и Tmall управляет широкой сетью логистических парков, складских комплексов, почтовых отделений и почтоматов по всему Китаю. Основным китайским хабом грузовых авиаперевозок является Международный аэропорт Ханчжоу Сяошань, основным европейским хабом — бельгийский аэропорт Льеж.
Кроме того, Cainiao разрабатывает складских роботов и беспилотные машины доставки, совместно с другими ведущими курьерскими службами владеет в Китае обширной сетью контейнеров для утилизации упаковок от посылок. Cainiao активно продвигает стратегию «зелёных складов», которые используют при упаковке посылок пакеты из биоразлагаемых материалов и без клейкой ленты. 

## История
В мае 2013 года компании Alibaba Group, Fosun International, SF Holding, YTO Express, Yintai Group, FORCHN Logistics, STO Express, ZTO Express и Yunda Express основали компанию круглосуточной доставки Cainiao Network Technology, вложив в запуск проекта около 300 млрд юаней (43 млрд долларов США). Крупнейшими акционерами Cainiao выступили Alibaba (43 % акций), оператор складов Yintai (32 %) и многопрофильные конгломераты Fosun (10 %) и FORCHN (10 %).
По итогам 2017 года общее количество полученных и отправленных посылок через логистическую платформу Cainiao в более чем 30 тысячах пунктах сервисного обслуживания китайского интернет-магазина Taobao составило 1,5 млрд штук.
В 2018 году компания Cainiao стала одним из самых успешных китайских стартапов, рыночная оценка которого превысила 100 млрд юаней. По итогам 2018 года из 50 млрд посылок, обработанных в Китае, порядка 30 млрд имели ярлык электронной доставки Cainiao. В октябре 2019 года Cainiao запустила грузовое железнодорожное сообщение по маршруту Иу — Европа. 
В 2020 году Cainiao вошла в десятку самых самых дорогих «компаний-единорогов» мира. В 2021 году Cainiao приобрела 15 % акций в грузовой авиакомпании Air China Cargo.

## Деятельность

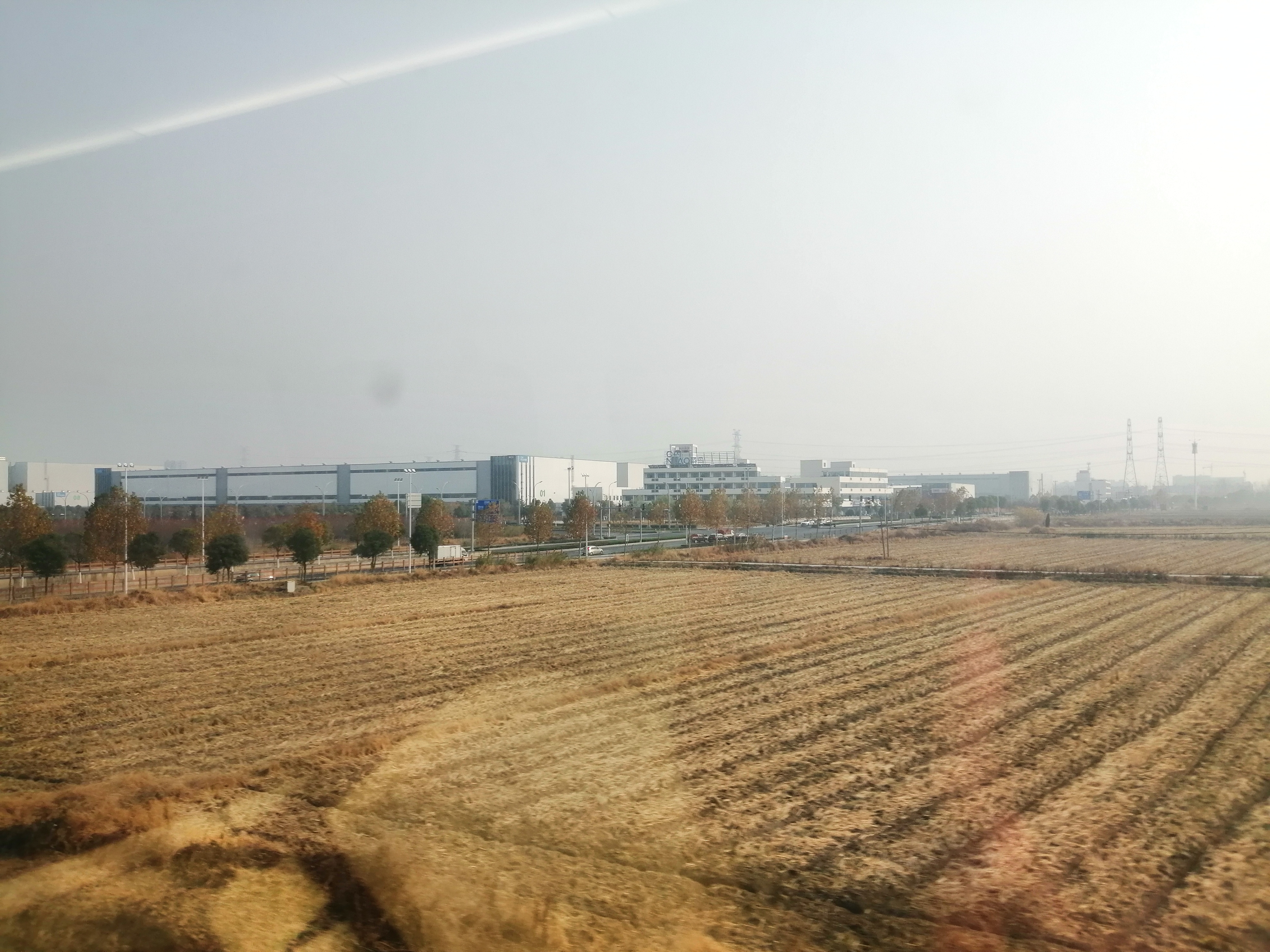
Логистический парк в Цзясине

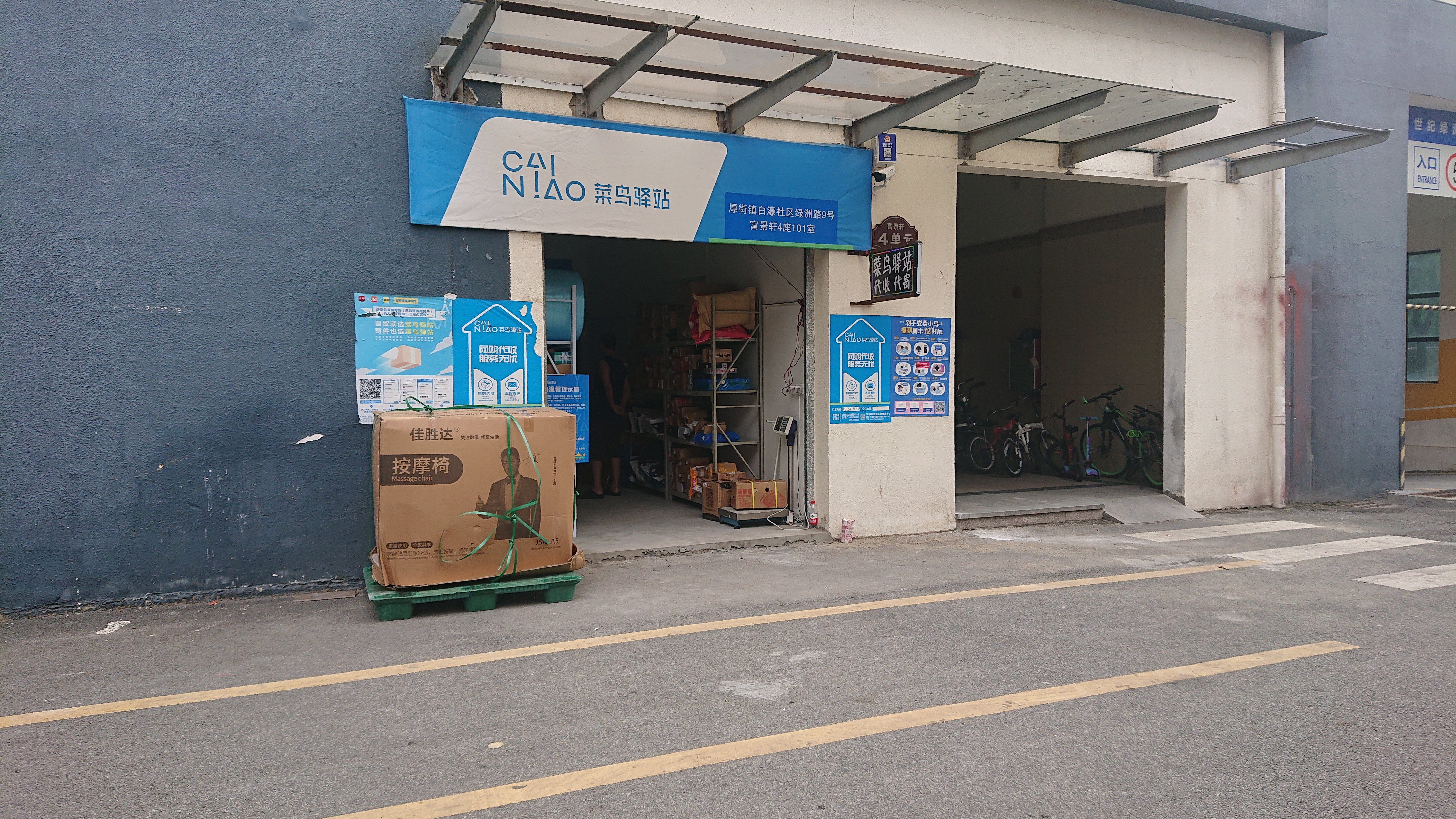
Пункт выдачи посылок

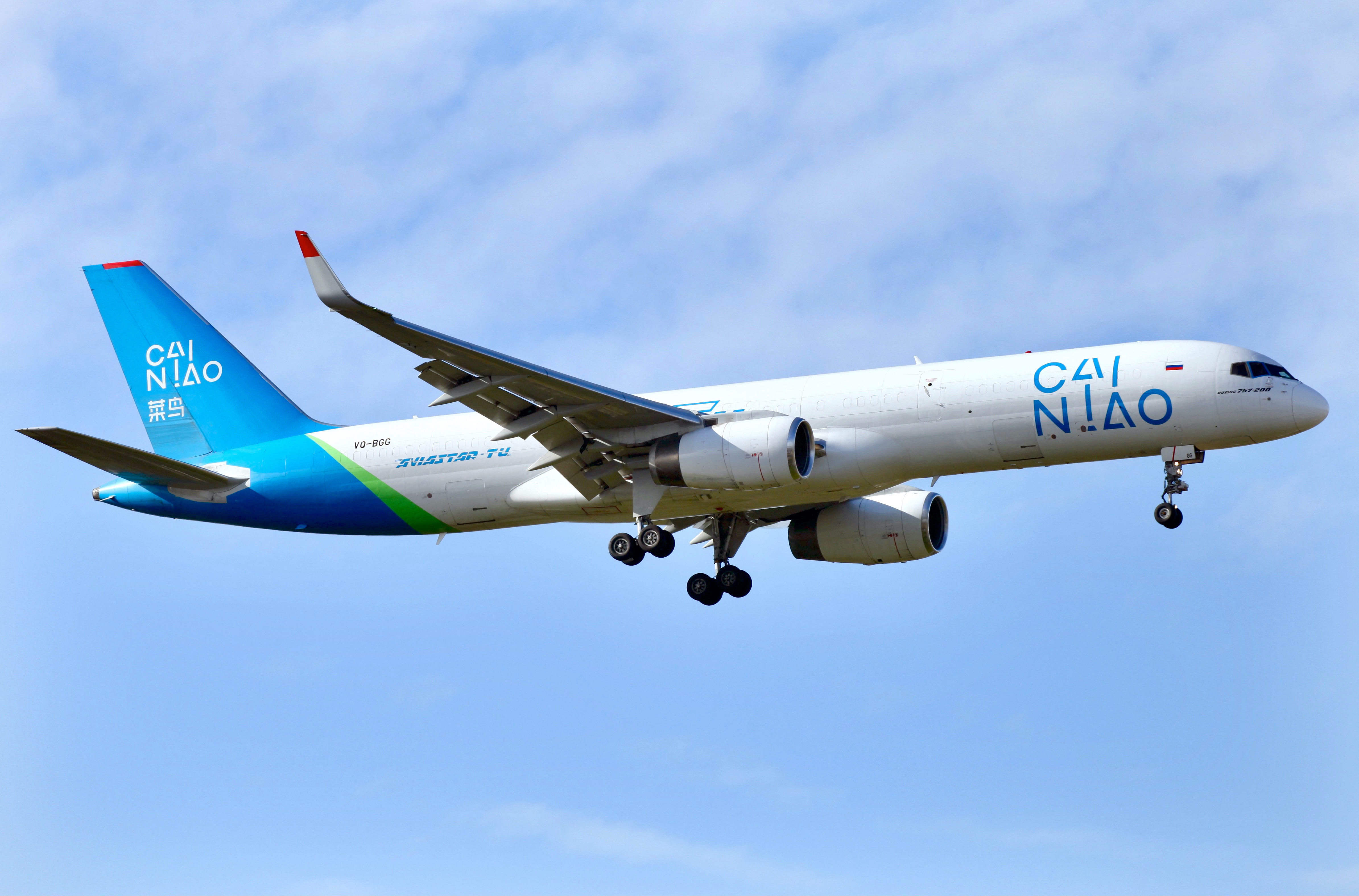
Российский грузовой самолёт с логотипом Cainiao

Весной 2018 года Cainiao запустила грузовое авиасообщение по маршруту Ханчжоу — Москва. По состоянию на середину 2018 года Cainiao имела более 80 партнёров по логистике во всем мире, 110 складов по всему миру и 74 трансграничные логистические линии, компания предлагала свои услуги в 224 странах и регионах мира. В 2019 году в Украине был запущен сервис доставки без отслеживания Cainiao Super Economy, предназначенный для товаров стоимостью до 2 долларов США.
В 2020 году Cainiao интегрировала сервис отслеживания посылок, направляемых в Россию, с подобным сервисом Почты России. В апреле 2021 года Cainiao Network совместно с AliExpress запустили для бразильских потребителей услугу трансграничной доставки за 12 дней. В сентябре 2021 года была введена в эксплуатацию сеть почтоматов Cainiao в Париже.
По итогам 2023 года Cainiao обработала более 1,5 млрд международных посылок, обслужив 133 млн зарубежных потребителей, более 100 тыс. магазинов и брендов. Логистическая сеть компании охватывала более 200 стран и регионов мира. Cainiao построила за рубежом 18 распределительных центров и установила более 7000 почтоматов. Общая площадь складских помещений для трансграничной логистики достигла свыше 3 млн кв. м. 
Отделения Cainiao работают в следующих странах мира: 
- Беларусь
- Бельгия
- Бразилия
- Великобритания
- Вьетнам
- Германия
- Индонезия
- Испания
- Италия
- Китай
- Латвия
- Малайзия
- Нидерланды
- Польша
- Россия
- Сингапур
- США
- Таиланд
- Украина
- Франция
- Япония

## Комментарии
1. ↑  По смыслу близко к таким синонимам, как «птенец», «желторотик» или «новобранец»